# Trofeo Castilla-La Mancha
El Trofeo Castilla-La Mancha fue un torneo internacional de fútbol que organizó la Junta de Comunidades de Castilla-La Mancha, en España, y que tuvo tres ediciones.

## Historia
Todas las ediciones se disputaron en el mes de agosto y en el estadio Carlos Belmonte de la ciudad de Albacete. Poco después dejó paso al Trofeo de la Junta, éste ya disputado exclusivamente por equipos de dicha región.

## Sistema de competición
Se disputaba a partido único entre el Albacete Balompié y otro rival.

## Historial
| Edición | Temporada | Campeón           | Subcampeón        | Resultado |
| 1       | 1992-93   | Albacete Balompié | Real Madrid C.F.  | 2-0       |
| 2       | 1993-94   | Real Madrid C.F.  | Albacete Balompié | 1-0       |
| 3       | 1994-95   | Veracruz          | Albacete Balompié | 2-1       |

## Títulos por equipo
| Equipo            | Títulos | Temporadas campeón |
| ----------------- | ------- | ------------------ |
| Albacete Balompié | 1       | 1992-93            |
| Real Madrid C.F.  | 1       | 1993-94            |
| Veracruz          | 1       | 1994-95            |